# 진 환공
진 환공(陳 桓公, ? ~ 기원전 707년 음력 1월 16일, 재위: 기원전 744년 ~ 기원전 707년 음력 1월 16일)은 중국 춘추 시대 진(陳)나라의 12대 임금으로, 휘는 포(鮑)이다. 문공(文公)의 장남이다.

## 사적
아버지 문공이 죽은 후 뒤를 이었다.
환공 38년(기원전 707)에 죽으니, 동생 타(佗)가 뒤를 이었다. 《춘추》 경문에서는 정월 갑술일 · 기축일에 환공이 죽었다고 기술했는데, 《공양전》과 《곡량전》에서는 환공이 갑술일에 사라져서 기축일에 시신이 발견되었기 때문이라고 해설했다. 양백준은 이를 보고 두 전에서는 환공이 정신병을 앓아서 사라졌다 죽으니 정확한 날을 알 수가 없어서 두 날에 부고를 보냈다는 말로 보았다. 그러나 《좌전》에서는 환공의 병이 위중한 중에 환공의 아우 타(佗)가 태자 면을 죽이고 대신 임금이 되는 사건이 일어나 나라가 혼란해졌기 때문에 부고를 다시 한 번 보낸 것이라고 해설했고, 양백준은 이쪽이 비교적 믿을 만하다고 보았다.